# Elección para gobernador de Rhode Island de 2022
La elección para gobernador de Rhode Island de 2022 se llevaron a cabo el 8 de noviembre de 2022 para elegir al gobernador de Rhode Island. El gobernador demócrata titular, Dan McKee, se convirtió en gobernador en funciones de Rhode Island el 2 de marzo de 2021, cuando Gina Raimondo renunció al ser confirmada como Secretaria de Comercio de los Estados Unidos. McKee ganó fácilmente un mandato completo el día de las elecciones, derrotando a la republicana Ashley Kalus por más de 19 puntos porcentuales.
El margen de victoria y el porcentaje de votos de McKee fueron los más altos para cualquier candidato a gobernador de Rhode Island desde 1992.

## Primaria demócrata

### Candidatos

#### Nominado
- Dan McKee, gobernador en funciones.[3]

#### Eliminado en primaria
- Matt Brown, exsecretario de Estado de Rhode Island, candidato al Senado de los Estados Unidos en 2006 y candidato a gobernador en 2018.[4]
- Helena Foulkes, exejecutiva de CVS, nieta del exsenador estadounidense Thomas Dodd y sobrina del exsenador estadounidense Chris Dodd (apoyo a Dan McKee).[5]
- Nellie Gorbea, secretaria de estado de Rhode Island.[6][7]
- Luis Daniel Muñoz, médico, organizador comunitario y candidato independiente a gobernador en 2018.[8]

#### Retirado
- Seth Magaziner, tesorero general de Rhode Island (candidato a la Cámara de Representantes)

#### Rechazado
- Jorge Elorza, alcalde de Providence.[9]
- James Langevin, representante para el segundo distrito del Congreso de Rhode Island y exsecretario de estado de Rhode Island.[10]
- Peter Neronha, fiscal general de Rhode Island (candidato a la reelección).[9]

### Resultados

Resultados por condado:

Resultados por municipio:

#### Gobernador

Resultados por condado:

Resultados por municipio:

|  | 32.82 % |

|  | 29.87 % |

|  | 26.24 % |

|  | 7.94 % |

|  | 3.12 % |

|  | 100 % |

#### Vicegobernador
|  | 47.10 % |

|  | 33.10 % |

|  | 19.80 % |

|  | 100 % |

## Primaria republicana

### Candidatos

#### Nominado
- Ashley Kalus, empresaria y exdirectora de participación pública del gobernador de Illinois, Bruce Rauner.

#### Eliminado en primaria
- Jonathan Riccitelli, candidato independiente a vicegobernador en 2018.

#### Rechazado
- Ken Block, empresario, candidato del Partido Moderado a gobernador en 2010 y candidato republicano a gobernador en 2014.
- David Darlington, expresidente de la Autoridad de puentes y autopistas de peaje de Rhode Island.[12]
- Jessica de la Cruz, líder de la minoría del Senado de Rhode Island (se postula para la Cámara de Representantes).[12]
- Blake Filippi, líder de la minoría de la Cámara de Representantes de Rhode Island (candidato a la reelección).[13][14]
- Allan Fung, exalcalde de Cranston y candidato a gobernador de Rhode Island en 2014 y 2018[9] (candidato a la Cámara de Representantes).[15]

### Resultados

#### Gobernador
|  | 83.68 % |

|  | 16.32 % |

|  | 100 % |

#### Vicegobernador
|  | 67.70 % |

|  | 32.30 % |

|  | 100 % |

## Terceros partidos e Independientes

### Candidatos
- Elijah Gizzarelli (Libertario)[16][17]
- Zachary Hurwitz (Independiente)
- Paul Rianna Jr (Independiente), asistente de enfermería en el Fatima Hospital.

#### Rechazado
- Bill Gilbert (Partido Moderado), candidato del Partido Moderado a gobernador en 2018 y a Vicegobernador en 2014 (candidato a la Cámara de Representantes)

## Elección general

### Debates
| Número     | Fecha                  | Anfitrión | Moderador(es)        | Enlace  | Demócrata | Republicano |
| ---------- | ---------------------- | --------- | -------------------- | ------- | --------- | ----------- |
| P Presente |                        |           |                      |         |           |             |
| Dan McKee  | Ashley Kalus           |           |                      |         |           |             |
| 1          | 11 de octubre de 2022  | WPRI-TV   | Tim White y Ted Nesi | YouTube | P         | P           |
| 2          | 3 de noviembre de 2022 | WJAR-TV   | Gene Valicenti       | C-SPAN  | P         | P           |

### Resultados

#### Gobernador
|  | 57.92 % |

|  | 38.86 % |

|  | 1.26 % |

|  | 0.87 % |

|  | 0.79 % |

|  | 0.30 % |

|  | 100 % |

#### Vicegobernador
|  | 51.20 % |

|  | 43.10 % |

|  | 5.50 % |

|  | 0.20 % |

|  | 100 % |